# Font Cirer
La Font Cirer, o del Campcirer, és una font del terme municipal de Sant Quirze Safaja, a la comarca del Moianès.
Està situada a 585 metres d'altitud, a la dreta del Tenes, a prop i al nord-oest del Pont de les Ferreries i de Cal Climent, a l'extrem nord-est de la Baga del Torrents.